# Aihosan
Aihosan ist eine osttimoresische Aldeia im Suco Maulau (Verwaltungsamt Maubisse, Gemeinde Ainaro). 2015 lebten in der Aldeia 172 Menschen.

## Geographie
Aihosan liegt im Westen des Sucos Maulau. Südöstlich befinden sich die Aldeias Hato-Lete und Laca-Mali-Cau und nordöstlich die Aldeias Ussululi und Maleria. Im Westen grenzt Aihosan an den Suco Fatubessi und im Nordwesten an das Verwaltungsamt Aileu (Gemeinde Aileu) mit seinem Suco Lequitura. Durch den Süden der Aldeia führen Straßen zum Dorf Aihosan. Einzelne Häuser dehnen sich weiter nach Osten aus.